# Xanthocnemis
Xanthocnemis is een geslacht van libellen (Odonata) uit de familie van de waterjuffers (Coenagrionidae).

## Soorten
Xanthocnemis omvat 4 soorten:
- Xanthocnemis sinclairi Rowe, 1987
- Xanthocnemis sobrina (McLachlan, 1873)
- Xanthocnemis tuanuii Rowe, 1981
- Xanthocnemis zealandica (McLachlan, 1873)